# Yoshida Kiyonari
Yoshida Kiyonari est un nom japonais traditionnel ; le nom de famille (ou le nom d'école), Yoshida, précède donc le prénom (ou le nom d'artiste).
Le vicomte Yoshida Kiyonari (吉田 清成, 21 mars 1845 - 3 août 1891) est un samouraï japonais qui fut envoyé diplomatique aux États-Unis.

## Biographie

### Jeunesse et formation
En 1865, Yoshida est envoyé avec Sameshima Naonobu et dix-sept autres samouraïs du domaine de Satsuma en Angleterre pour étudier la science et la technologie occidentales:79. En 1867, Yoshida et Sameshima voyagent avec deux autres compagnons aux États-Unis et rejoignent la Fraternité de la Nouvelle Vie, le groupe spirituel chrétien de Thomas Lake Harris (en):80. De retour en Angleterre plus tard cette année-là, ils prétendent avoir ressenti la présence de Dieu à travers la prédication de Harris à New York:79.
Yoshida étudie à l'University College de Londres:60. Il s'inscrit à l'université Rutgers au New Jersey en septembre 1868, mais la quitte après quelques mois:142. En juillet 1869, il s'inscrit à la Wilbraham Academy (en) (actuelle Wilbraham & Monson Academy (en)) au Massachusetts et étudie l'économie politique:142.
Après avoir obtenu son diplôme, il passe du temps dans l'État de New York et à Hartford, où il acquiert une expérience dans le secteur bancaire:142.

### Carrière
Il retourne au Japon en 1870:142, et entre au ministère des Finances:60. Il devient rapidement sous-ministre adjoint, puis chef du bureau des impôts, et enfin vice-ministre adjoint en novembre 1871:142. Tout en travaillant à ce poste, il obtient un prêt pour le Japon auprès des États-Unis et de l'Europe la même année:60.
Il est transféré au ministère des Affaires étrangères:60, et en janvier 1874, est nommé « envoyé extraordinaire et ministre plénipotentiaire » aux États-Unis:142. En 1879, il arrange la visite du président américain Ulysses S. Grant et de son épouse Julia Grant au Japon et protège le retour des fonds du Congrès des États-Unis:60. Il reste au poste d'envoyé jusqu'en 1882.
En juillet 1884, il devient vice-ministre des Affaires étrangères, mais se brouille avec le ministre Inoue Kaoru:142–3. Il est nommé vice-ministre de l'Agriculture et du Commerce en septembre 1885:143.
Il est nommé membre honoraire du Genrōin en 1887, et reçoit le titre de vicomte:143.

### Vie privée
Il se lie d'amitié avec l'historien américain Henry Adams, avec qui il partage un intérêt pour le droit archaïque.
Il meurt après une période de maladie le 3 août 1891:143.